# Список эпизодов телесериала «Друзья»
Ниже приведён список и описание эпизодов американского ситкома «Друзья», созданного Дэвидом Крейном и Мартой Кауфман в сотрудничестве с Warner Bros. Television для NBC. Сериал начался в 1994 году и завершился десять лет спустя в 2004 году. Всего в эфир вышло 10 сезонов, состоящих из 236 эпизодов.

## Обзор сезонов
| Сезон | Сезон                 | Эпизоды               | Оригинальная дата показа | Оригинальная дата показа | Рейтинг Нильсена | Рейтинг Нильсена   |
| Сезон | Сезон                 | Эпизоды               | Премьера сезона          | Финал сезона             | Ранг             | Зрители (миллионы) |
| ----- | --------------------- | --------------------- | ------------------------ | ------------------------ | ---------------- | ------------------ |
|       | 1                     | 24                    | 22 сентября 1994         | 18 мая 1995              | 8                | 15.6               |
|       | 2                     | 24                    | 21 сентября 1995         | 16 мая 1996              | 3                | 18.7               |
|       | 3                     | 25                    | 19 сентября 1996         | 15 мая 1997              | 4                | 16.8               |
|       | 4                     | 24                    | 25 сентября 1997         | 7 мая 1998               | 4                | 16.1               |
|       | 5                     | 24                    | 24 сентября 1998         | 20 мая 1999              | 2                | 15.7               |
|       | 6                     | 25                    | 23 сентября 1999         | 18 мая 2000              | 5                | 14.0               |
|       | 7                     | 24                    | 12 октября 2000          | 17 мая 2001              | 5                | 12.6               |
|       | 8                     | 24                    | 27 сентября 2001         | 16 мая 2002              | 1                | 15.0               |
|       | 9                     | 24                    | 26 сентября 2002         | 15 мая 2003              | 2                | 13.9               |
|       | 10                    | 18                    | 25 сентября 2003         | 6 мая 2004               | 4                | 13.6               |
|       | Друзья: Воссоединение | Друзья: Воссоединение | 27 мая 2021              | 27 мая 2021              | н/д              | н/д                |

## Список эпизодов

### 1 сезон: 1994—1995
| № общий | № в сезоне | Название                                                                                           | Режиссёр       | Автор сценария                                                                      | Дата премьеры    | Зрители в США (млн) |
| ------- | ---------- | -------------------------------------------------------------------------------------------------- | -------------- | ----------------------------------------------------------------------------------- | ---------------- | ------------------- |
| 1       | 1          | «The One Where Monica Gets a Roommate» «Эпизод, где Моника берёт новую соседку»                    | Джеймс Берроуз | Дэвид Крейн и Марта Кауффман                                                        | 22 сентября 1994 | 21.5                |
| 2       | 2          | «The One with the Sonogram at the End» «Эпизод с сонограммой в конце»                              | Джеймс Берроуз | Дэвид Крейн и Марта Кауффман                                                        | 29 сентября 1994 | 20.2                |
| 3       | 3          | «The One with the Thumb» «Эпизод с большим пальцем»                                                | Джеймс Берроуз | Джеффри Астроф и Майк Сиковиц                                                       | 6 октября 1994   | 19.5                |
| 4       | 4          | «The One with George Stephanopoulos» «Эпизод с Джорджем Стефанопулосом»                            | Джеймс Берроуз | Алекса Джандж                                                                       | 13 октября 1994  | 19.7                |
| 5       | 5          | «The One with the East German Laundry Detergent» «Эпизод с восточногерманским стиральным порошком» | Памела Фриман  | Джефф Гринштейн и Джефф Страусс                                                     | 20 октября 1994  | 18.6                |
| 6       | 6          | «The One with the Butt» «Эпизод с задницей»                                                        | Арлин Сэнфорд  | Адам Чейз и Айра Унгерлидер                                                         | 27 октября 1994  | 18.2                |
| 7       | 7          | «The One with the Blackout» «Эпизод, в котором выключается свет»                                   | Джеймс Берроуз | Джеффри Астроф и Майк Сиковиц                                                       | 3 ноября 1994    | 23.5                |
| 8       | 8          | «The One Where Nana Dies Twice» «Эпизод, где Нана умирает дважды»                                  | Джеймс Берроуз | Марта Кауффман и Дэвид Крейн                                                        | 10 ноября 1994   | 21.1                |
| 9       | 9          | «The One Where Underdog Gets Away» «Эпизод, где улетает Суперпёс»                                  | Джеймс Берроуз | Джефф Гринштейн и Джефф Страусс                                                     | 17 ноября 1994   | 23.1                |
| 10      | 10         | «The One with the Monkey» «Эпизод с обезьяной»                                                     | Питер Бонерц   | Адам Чейз и Айра Унгерлидер                                                         | 15 декабря 1994  | 19.9                |
| 11      | 11         | «The One With Mrs. Bing» «Эпизод с госпожой Бинг»                                                  | Джеймс Берроуз | Алекса Джандж                                                                       | 5 января 1995    | 26.6                |
| 12      | 12         | «The One with the Dozen Lasagnas» «Эпизод с дюжиной лазаний»                                       | Пол Лазарус    | Джеффри Астроф, Майк Сиковиц, Адам Чейз и Айра Унгерлидер                           | 12 января 1995   | 24.0                |
| 13      | 13         | «The One with the Boobies» «Эпизод с грудью»                                                       | Алан Маейрсон  | Алекса Джандж                                                                       | 19 января 1995   | 25.8                |
| 14      | 14         | «The One with the Candy Hearts» «Эпизод с конфетками-сердцами»                                     | Джеймс Берроуз | Билл Лоуренс                                                                        | 9 февраля 1995   | 23.8                |
| 15      | 15         | «The One with the Stoned Guy» «Эпизод с обкуренным парнем»                                         | Алан Маейрсон  | Джефф Гринштейн и Джефф Страусс                                                     | 16 февраля 1995  | 24.8                |
| 16      | 16         | «The One with Two Parts, Part One» «Эпизод с двумя частями, часть 1»                               | Майкл Лембек   | Марта Кауффман и Дэвид Крейн                                                        | 23 февраля 1995  | 26.1                |
| 17      | 17         | «The One with Two Parts, Part Two» «Эпизод с двумя частями, часть 2»                               | Майкл Лембек   | Марта Кауффман и Дэвид Крейн                                                        | 23 февраля 1995  | 30.5                |
| 18      | 18         | «The One with all the Poker» «Эпизод с покером»                                                    | Джеймс Берроуз | Джеффри Астроф и Майк Сиковиц                                                       | 2 марта 1995     | 30.4                |
| 19      | 19         | «The One Where the Monkey Gets Away» «Эпизод, где обезьяна сбегает»                                | Питер Бонерц   | Джеффри Астроф и Майк Сиковиц                                                       | 9 марта 1995     | 29.4                |
| 20      | 20         | «The One with the Evil Orthodontist» «Эпизод со злым ортодонтом»                                   | Питер Бонерц   | Доти Абрамс                                                                         | 6 апреля 1994    | 30.0                |
| 21      | 21         | «The One with the Fake Monica» «Эпизод с фальшивой Моникой»                                        | Гэйл Манкусо   | Адам Чейз и Айра Унгерлидер                                                         | 27 апреля 1994   | 28.4                |
| 22      | 22         | «The One with the Ick Factor» «Эпизод с ик-фактором»                                               | Робби Бенсон   | Алекса Джандж                                                                       | 4 мая 1995       | 29.9                |
| 23      | 23         | «The One with the Birth» «Эпизод с рождением»                                                      | Джеймс Берроуз | Сюжет : Дэвид Крейн и Марта Кауффман Телесценарий : Джефф Гринштейн и Джефф Страусс | 11 мая 1995      | 28.7                |
| 24      | 24         | «The One Where Rachel Finds Out» «Эпизод, где Рэйчел понимает»                                     | Кевин С. Брайт | Крис Браун                                                                          | 18 мая 1995      | 31.3                |

### 2 сезон: 1995—1996
| № общий | № в сезоне | Название                                                                                 | Режиссёр       | Автор сценария                                                 | Дата премьеры    | Зрители в США (млн) |
| ------- | ---------- | ---------------------------------------------------------------------------------------- | -------------- | -------------------------------------------------------------- | ---------------- | ------------------- |
| 25      | 1          | «The One with Ross's New Girlfriend» «Эпизод с новой девушкой Росса»                     | Майкл Лембек   | Джеффри Астроф и Майк Сиковиц                                  | 21 сентября 1995 | 32.1                |
| 26      | 2          | «The One with the Breast Milk» «Эпизод с грудным молоком»                                | Майкл Лембек   | Адам Чейз и Айра Унгерлидер                                    | 28 сентября 1995 | 29.8                |
| 27      | 3          | «The One Where Heckles Dies» «Эпизод, где мистер Хекклс умирает»                         | Кевин С. Брайт | Майкл Кёртис и Грегори Малинс                                  | 5 октября 1995   | 30.2                |
| 28      | 4          | «The One with Phoebe's Husband» «Эпизод с мужем Фиби»                                    | Гэйл Манкусо   | Алекса Джандж                                                  | 12 октября 1995  | 28.1                |
| 29      | 5          | «The One with Five Steaks and an Eggplant» «Эпизод с пятью бифштексами и баклажаном»     | Эллен Гиттлсон | Крис Браун                                                     | 19 октября 1995  | 28.3                |
| 30      | 6          | «The One with the Baby on the Bus» «Эпизод с младенцем в автобусе»                       | Гэйл Манкусо   | Бетси Борнс                                                    | 2 ноября 1995    | 30.2                |
| 31      | 7          | «The One Where Ross Finds Out» «Эпизод, где Росс выясняет»                               | Питер Бонерц   | Майкл Борков                                                   | 9 ноября 1995    | 30.5                |
| 32      | 8          | «The One with the List» «Эпизод со списком»                                              | Мэри Кей Плейс | Дэвид Крейн и Марта Кауффман                                   | 16 ноября 1995   | 32.9                |
| 33      | 9          | «The One with Phoebe's Dad» «Эпизод с отцом Фиби»                                        | Кевин С. Брайт | Джеффри Астроф и Майк Сиковиц                                  | 14 декабря 1995  | 27.8                |
| 34      | 10         | «The One with Russ» «Эпизод с Рассом»                                                    | Томас Шламме   | Айра Унгерлидер                                                | 4 января 1996    | 32.2                |
| 35      | 11         | «The One with the Lesbian Wedding» «Эпизод с лесбийской свадьбой»                        | Томас Шламме   | Доти Абрамс                                                    | 18 января 1996   | 31.6                |
| 3637    | 1213       | «The One After the Superbowl» «Эпизод после Суперкубка»                                  | Майкл Лембек   | Джеффри Астроф и Майк Сиковиц Майкл Борков                     | 28 января 1996   | 52.9                |
| 38      | 14         | «The One with the Prom Video» «Эпизод, где смотрят видео с выпускного бала»              | Джеймс Берроуз | Алекса Джандж                                                  | 1 февраля 1996   | 33.6                |
| 39      | 15         | «The One Where Ross and Rachel ... You Know» «Эпизод, где Росс и Рэйчел...ну, вы знаете» | Майкл Лембек   | Майкл Кёртис и Грегори Малинс                                  | 8 февраля 1996   | 32.9                |
| 40      | 16         | «The One Where Joey Moves Out» «Эпизод, где Джоуи выселяется»                            | Майкл Лембек   | Бетси Борнс                                                    | 15 февраля 1996  | 31.1                |
| 41      | 17         | «The One Where Eddie Moves In» «Эпизод, где Эдди заселяется»                             | Майкл Лембек   | Адам Чейз                                                      | 22 февраля 1996  | 30.2                |
| 42      | 18         | «The One Where Dr. Ramoray Dies» «Эпизод, где доктор Рэморе умирает»                     | Майкл Лембек   | Сюжет : Алекса Джандж Телесценарий : Майкл Борков              | 21 марта 1996    | 30.1                |
| 43      | 19         | «The One Where Eddie Won't Go» «Эпизод, где Эдди не хочет выселяться»                    | Майкл Лембек   | Майкл Кёртис и Грегори Малинс                                  | 28 марта 1996    | 31.2                |
| 44      | 20         | «The One Where Old Yeller Dies» «Эпизод, где старый Йеллер умирает»                      | Майкл Лембек   | Сюжет : Майкл Кёртис и Грегори Малинс Телесценарий : Адам Чейз | 4 апреля 1996    | 27.4                |
| 45      | 21         | «The One with the Bullies» «Эпизод с хулиганами»                                         | Майкл Лембек   | Брайан Букнер и Себастьян Джонс                                | 25 апреля 1996   | 24.7                |
| 46      | 22         | «The One with the Two Parties» «Эпизод с двумя вечеринками»                              | Майкл Лембек   | Алекса Джандж                                                  | 2 мая 1996       | 25.5                |
| 47      | 23         | «The One with the Chicken Pox» «Эпизод с ветрянкой»                                      | Майкл Лембек   | Браун Манделл                                                  | 9 мая 1996       | 26.1                |
| 48      | 24         | «The One with Barry and Mindy's Wedding» «Эпизод со свадьбой Барри и Минди»              | Майкл Лембек   | Сюжет : Айра Унгерлидер Телесценарий : Браун Манделл           | 16 мая 1996      | 29.0                |

### 3 сезон: 1996—1997
| № общий | № в сезоне | Название                                                                                           | Режиссёр       | Автор сценария                                                                          | Дата премьеры    | Зрители в США (млн) |
| ------- | ---------- | -------------------------------------------------------------------------------------------------- | -------------- | --------------------------------------------------------------------------------------- | ---------------- | ------------------- |
| 49      | 1          | «The One with the Princess Leia Fantasy» «Эпизод с фантазией о принцессе Лее»                      | Гэйл Манкусо   | Майкл Кёртис и Грегори Малинс                                                           | 19 сентября 1996 | 26.8                |
| 50      | 2          | «The One Where No One's Ready» «Эпизод, где никто не готов»                                        | Гэйл Манкусо   | Айра Унгерлидер                                                                         | 26 сентября 1996 | 26.7                |
| 51      | 3          | «The One with the Jam» «Эпизод с джемом»                                                           | Кевин С. Брайт | Уил Кэлхун                                                                              | 3 октября 1996   | 25.2                |
| 52      | 4          | «The One with the Metaphorical Tunnel» «Эпизод с метафорическим туннелем»                          | Стив Цуккерман | Алекса Янг                                                                              | 10 октября 1996  | 26.1                |
| 53      | 5          | «The One with Frank Jr.» «Эпизод с Фрэнком-младшим»                                                | Стив Цуккерман | Шана Голдберг-Миэн и Скотт Силвери                                                      | 17 октября 1996  | 23.3                |
| 54      | 6          | «The One with the Flashback» «Эпизод со взглядом в прошлое»                                        | Питер Бонерц   | Дэвид Крейн и Марта Кауффман                                                            | 31 октября 1996  | 23.3                |
| 55      | 7          | «The One with the Race Car Bed» «Эпизод с кроватью в виде гоночного автомобиля»                    | Гэйл Манкусо   | Сет Курланд                                                                             | 7 ноября 1996    | 27.4                |
| 56      | 8          | «The One with the Giant Poking Device» «Эпизод с гигантским тыкающим устройством»                  | Гэйл Манкусо   | Адам Чейз                                                                               | 14 ноября 1996   | 28.7                |
| 57      | 9          | «The One with the Football» «Эпизод с футболом»                                                    | Кевин С. Брайт | Айра Унгерлидер                                                                         | 21 ноября 1996   | 29.3                |
| 58      | 10         | «The One Where Rachel Quits» «Эпизод, где Рэйчел увольняется»                                      | Терри Хьюс     | Грегори Малинс и Майкл Кёртис                                                           | 12 декабря 1996  | 25.1                |
| 59      | 11         | «The One Where Chandler Can't Remember Which Sister» «Эпизод, где Чендлер не помнит, какая сестра» | Терри Хьюс     | Алекса Янг                                                                              | 9 января 1997    | 29.8                |
| 60      | 12         | «The One with All the Jealousy» «Эпизод со всей этой ревностью»                                    | Робби Бенсон   | Доти Абрамс                                                                             | 16 января 1997   | 29.6                |
| 61      | 13         | «The One Where Monica and Richard are Just Friends» «Эпизод, где Моника и Ричард просто друзья»    | Робби Бенсон   | Майкл Борков                                                                            | 30 января 1997   | 28.0                |
| 62      | 14         | «The One with Phoebe's Ex-Partner» «Эпизод с экс-партнёром Фиби»                                   | Робби Бенсон   | Уил Кэлхун                                                                              | 6 февраля 1997   | 28.9                |
| 63      | 15         | «The One Where Ross and Rachel Take a Break» «Эпизод, где Росс и Рэйчел делают перерыв»            | Джеймс Берроуз | Майкл Борков                                                                            | 13 февраля 1997  | 27.3                |
| 64      | 16         | «The One the Morning After» «Эпизод, когда наступает утро после»                                   | Джеймс Берроуз | Дэвид Крейн и Марта Кауффман                                                            | 20 февраля 1997  | 28.3                |
| 65      | 17         | «The One Without the Ski Trip» «Эпизод с лыжной поездкой»                                          | Сэм Саймон     | Шана Голдберг-Миэн и Скотт Силвери                                                      | 6 марта 1997     | 25.8                |
| 66      | 18         | «The One with the Hypnosis Tape» «Эпизод с кассетой гипноза»                                       | Робби Бенсон   | Сет Курланд                                                                             | 13 марта 1997    | 28.1                |
| 67      | 19         | «The One with the Tiny T-Shirt» «Эпизод с крошечной футболкой»                                     | Терри Хьюс     | Адам Чейз                                                                               | 27 марта 1997    | 23.7                |
| 68      | 20         | «The One with the Dollhouse» «Эпизод с кукольным домиком»                                          | Терри Хьюс     | Уил Кэлхун                                                                              | 3 апреля 1997    | 24.4                |
| 69      | 21         | «The One with a Chick and a Duck» «Эпизод с цыплёнком и уткой»                                     | Майкл Лембек   | Крис Браун                                                                              | 17 апреля 1997   | 23.2                |
| 70      | 22         | «The One with the Screamer» «Эпизод с крикуном»                                                    | Питер Бонерц   | Шана Голдберг-Миэн и Скотт Силвери                                                      | 24 апреля 1997   | 22.6                |
| 71      | 23         | «The One with Ross's Thing» «Эпизод со штучкой Росса»                                              | Шелли Дженсен  | Тед Коэн и Эндрю Рейх                                                                   | 1 мая 1997       | 24.2                |
| 72      | 24         | «The One with the Ultimate Fighting Champion» «Эпизод с чемпионом по боям без правил»              | Робби Бенсон   | Сюжет : Панг-Ни Ландрум и Марк Кунерт Телесценарий : Шана Голдберг-Миэн и Скотт Силвери | 8 мая 1997       | 23.1                |
| 73      | 25         | «The One at the Beach» «Эпизод на пляже»                                                           | Памела Фриман  | Сюжет : Панг-Ни Ландрум и Марк Кунерт Телесценарий : Адам Чейз                          | 15 мая 1997      | 28.8                |

### 4 сезон: 1997—1998
| № общий | № в сезоне | Название                                                                           | Режиссёр            | Автор сценария                                                                                  | Дата премьеры    | Зрители в США (млн) |
| ------- | ---------- | ---------------------------------------------------------------------------------- | ------------------- | ----------------------------------------------------------------------------------------------- | ---------------- | ------------------- |
| 74      | 1          | «The One with the Jellyfish» «Эпизод с медузой»                                    | Шелли Дженсен       | Уил Кэлхун                                                                                      | 25 сентября 1997 | 29.4                |
| 75      | 2          | «The One with the Cat» «Эпизод с кошкой»                                           | Шелли Дженсен       | Джилл Кондон и Эми Тумин                                                                        | 2 октября 1997   | 25.5                |
| 76      | 3          | «The One with the Cuffs» «Эпизод с наручниками»                                    | Питер Бонерц        | Сет Курланд                                                                                     | 9 октября 1997   | 24.0                |
| 77      | 4          | «The One with the Ballroom Dancing» «Эпизод с танцем для бала»                     | Гэйл Манкусо        | Тед Коэн и Эндрю Рейх                                                                           | 16 октября 1997  | 24.3                |
| 78      | 5          | «The One with Joey's New Girlfriend» «Эпизод с новой подругой Джоуи»               | Гэйл Манкусо        | Грегори Малинс и Майкл Кёртис                                                                   | 30 октября 1997  | 24.4                |
| 79      | 6          | «The One with the Dirty Girl» «Эпизод с девушкой-грязнулей»                        | Шелли Дженсен       | Шана Голдберг-Миэн и Скотт Силвери                                                              | 6 ноября 1997    | 25.7                |
| 80      | 7          | «The One Where Chandler Crosses the Line» «Эпизод, где Чендлер пересекает черту»   | Кевин С. Брайт      | Адам Чейз                                                                                       | 13 ноября 1997   | 26.4                |
| 81      | 8          | «The One with Chandler in a Box» «Эпизод с Чендлером в ящике»                      | Питер Бонерц        | Майкл Борков                                                                                    | 20 ноября 1997   | 26.8                |
| 82      | 9          | «The One Where They're Going to Party!» «Эпизод, где они идут на вечеринку!»       | Питер Бонерц        | Тед Коэн и Эндрю Рейх                                                                           | 11 декабря 1997  | 23.9                |
| 83      | 10         | «The One with the Girl from Poughkeepsie» «Эпизод с девушкой из Пукипси»           | Гэри Халворсон      | Скотт Силвери                                                                                   | 18 декабря 1997  | 23.2                |
| 84      | 11         | «The One with Phoebe's Uterus» «Эпизод с маткой Фиби»                              | Дэвид Стейнберг     | Сет Курланд                                                                                     | 8 января 1998    | 23.7                |
| 85      | 12         | «The One with the Embryos» «Эпизод с эмбрионами»                                   | Кевин С. Брайт      | Джилл Кондон и Эми Тумин                                                                        | 15 января 1998   | 27.1                |
| 86      | 13         | «The One with Rachel's Crush» «Эпизод с влюблённостью Рэйчел»                      | Дана Девалли Пиацца | Шана Голдберг-Миэн                                                                              | 29 января 1998   | 25.3                |
| 87      | 14         | «The One with Joey's Dirty Day» «Эпизод с грязным днём Джоуи»                      | Питер Бонерц        | Уил Кэлхун                                                                                      | 5 февраля 1998   | 25.1                |
| 88      | 15         | «The One with All the Rugby» «Эпизод с регби»                                      | Джеймс Берроуз      | Сюжет : Тед Коэн и Эндрю Рейх Телесценарий : Уил Кэлхун                                         | 26 февраля 1998  | 24.4                |
| 89      | 16         | «The One with the Fake Party» «Эпизод с ложной вечеринкой»                         | Майкл Лембек        | Сюжет : Алисия Скай Варинаитис Телесценарий : Скотт Силвери и Шана Голдберг-Миэн                | 19 марта 1998    | 23.1                |
| 90      | 17         | «The One with the Free Porn» «Эпизод с бесплатным порно»                           | Майкл Лембек        | Сюжет : Марк Кунерт Телесценарий : Ричард Гудман                                                | 26 марта 1998    | 23.2                |
| 91      | 18         | «The One with Rachel's New Dress» «Эпизод с новым платьем Рэйчел»                  | Гэйл Манкусо        | Сюжет : Эндрю Рейх и Тед Коэн Телесценарий : Джилл Кондон и Эми Тумин                           | 2 апреля 1998    | 21.7                |
| 92      | 19         | «The One with All the Haste» «Эпизод, где все спешат»                              | Кевин С. Брайт      | Скотт Силвери и Уил Кэлхун                                                                      | 9 апреля 1998    | 21.8                |
| 93      | 20         | «The One with All the Wedding Dresses» «Эпизод со свадебными платьями»             | Гэйл Манкусо        | Сюжет : Адам Чейз Телесценарий : Грегори Малинс и Майкл Кёртис                                  | 16 апреля 1998   | 21.9                |
| 94      | 21         | «The One with the Invitation» «Эпизод с приглашениями»                             | Питер Бонерц        | Сет Курланд                                                                                     | 23 апреля 1998   | 21.5                |
| 95      | 22         | «The One with the Worst Best Man Ever» «Эпизод с самым плохим шафером всех времён» | Питер Бонерц        | Сюжет : Сет Курланд Телесценарий : Грегори Малинс и Майкл Кёртис                                | 30 апреля 1998   | 23.2                |
| 9697    | 2324       | «The One with Ross's Wedding» «Эпизод со свадьбой Росса»                           | Кевин С. Брайт      | Майкл Борков Сюжет : Джилл Кондон и Эми Тумин Телесценарий : Шана Голдберг-Миэн и Скотт Силвери | 7 мая 1998       | 31.6                |

### 5 сезон: 1998—1999
| № общий | № в сезоне | Название                                                                                | Режиссёр            | Автор сценария                                                             | Дата премьеры    | Зрители в США (млн) |
| ------- | ---------- | --------------------------------------------------------------------------------------- | ------------------- | -------------------------------------------------------------------------- | ---------------- | ------------------- |
| 98      | 1          | «The One After Ross Says Rachel» «Эпизод после того, как Росс назвал имя Рэйчел»        | Кевин С. Брайт      | Сет Курланд                                                                | 24 сентября 1998 | 31.1                |
| 99      | 2          | «The One with All the Kissing» «Эпизод, где все целуются»                               | Гэри Халворсон      | Уил Кэлхун                                                                 | 1 октября 1998   | 25.4                |
| 100     | 3          | «The One Hundredth (The One with the Triplets)» «Сотый эпизод (Эпизод с тройней)»       | Кевин С. Брайт      | Дэвид Крейн и Марта Кауффман                                               | 8 октября 1998   | 26.8                |
| 101     | 4          | «The One Where Phoebe Hates PBS» «Эпизод, где Фиби ненавидит канал PBS»                 | Шелли Дженсен       | Майкл Кёртис                                                               | 15 октября 1998  | 24.1                |
| 102     | 5          | «The One with the Kips» «Эпизод со старым соседом Кипом»                                | Дана Девалли Пиацца | Скотт Силвери                                                              | 29 октября 1998  | 25.9                |
| 103     | 6          | «The One with the Yeti» «Эпизод с чудовищем Йети»                                       | Гэри Халворсон      | Алекса Джандж                                                              | 5 ноября 1998    | 25.0                |
| 104     | 7          | «The One Where Ross Moves In» «Эпизод, где Росс въезжает»                               | Гэри Халворсон      | Джиджи Маккрири и Перри Реин                                               | 12 ноября 1998   | 24.4                |
| 105     | 8          | «The One with All the Thanksgivings» «Эпизод, где все вспоминают свои Дни благодарения» | Кевин С. Брайт      | Грегори Малинс                                                             | 19 ноября 1998   | 23.9                |
| 106     | 9          | «The One with Ross's Sandwich» «Эпизод с сэндвичем Росса»                               | Гэри Халворсон      | Тед Коэн и Эндрю Рейх                                                      | 10 декабря 1998  | 23.0                |
| 107     | 10         | «The One with the Inappropriate Sister» «Эпизод с сестрёнкой Дэни»                      | Дана Девалли Пиацца | Шана Голдберг-Миэн                                                         | 17 декабря 1998  | 23.7                |
| 108     | 11         | «The One with All the Resolutions» «Эпизод, где все дают обещания»                      | Джо Регалбуто       | Сюжет : Брайан Бойл Телесценарий : Сьюзи Вилландри                         | 7 января 1999    | 27.0                |
| 109     | 12         | «The One with Chandler's Work Laugh» «Эпизод с рабочим смехом Чендлера»                 | Кевин С. Брайт      | Алисия Скай Варинаитис                                                     | 21 января 1999   | 24.8                |
| 110     | 13         | «The One with Joey's Bag» «Эпизод с новой сумкой Джо»                                   | Гэйл Манкусо        | Сюжет : Майкл Кёртис Телесценарий : Сет Курланд                            | 4 февраля 1999   | 24.9                |
| 111     | 14         | «The One Where Everybody Finds Out» «Эпизод, где все всё узнают»                        | Майкл Лембек        | Алекса Джандж                                                              | 11 февраля 1999  | 27.7                |
| 112     | 15         | «The One with the Girl Who Hits Joey» «Эпизод с девушкой, которая ударила Джоуи»        | Кевин С. Брайт      | Адам Чейз                                                                  | 18 февраля 1999  | 29.3                |
| 113     | 16         | «The One with the Cop» «Эпизод с полицейским»                                           | Эндрю Тсао          | Сюжет : Алисия Скай Варинаитис Телесценарий : Джиджи Маккрири и Перри Реин | 25 февраля 1999  | 26.0                |
| 114     | 17         | «The One with Rachel's Inadvertent Kiss» «Эпизод со случайным поцелуем Рэйчел»          | Шелли Дженсен       | Эндрю Рейх и Тед Коэн                                                      | 18 марта 1999    | 24.5                |
| 115     | 18         | «The One Where Rachel Smokes» «Эпизод, где Рэйчел курит»                                | Тодд Холланд        | Майкл Кёртис                                                               | 8 апреля 1999    | 21.9                |
| 116     | 19         | «The One Where Ross Can't Flirt» «Эпизод, где Росс не умеет флиртовать»                 | Гэйл Манкусо        | Доти Абрамс                                                                | 22 апреля 1999   | 20.9                |
| 117     | 20         | «The One with the Ride-Along» «Эпизод, где парни едут в полицейский рейд»               | Гэри Халворсон      | Шана Голдберг-Миэн и Сет Курланд                                           | 29 апреля 1999   | 19.6                |
| 118     | 21         | «The One with the Ball» «Эпизод с игрой в мяч»                                          | Гэри Халворсон      | Сюжет : Скотт Силвери Телесценарий : Грегори Малинс                        | 6 мая 1999       | 20.9                |
| 119     | 22         | «The One with Joey's Big Break» «Эпизод, где Джо обиделся на Чендлера»                  | Гэри Халворсон      | Сюжет : Шана Голдберг-Миэн Телесценарий : Уил Кэлхун                       | 13 мая 1999      | 21.3                |
| 120121  | 2324       | «The One in Vegas» «Эпизод в Вегасе»                                                    | Кевин С. Брайт      | Тед Коэн и Эндрю Рейх Грегори Малинс и Скотт Силвери                       | 20 мая 1999      | 25.9                |

### 6 сезон: 1999—2000
| № общий | № в сезоне | Название                                                                                             | Режиссёр       | Автор сценария                                                             | Дата премьеры    | Зрители в США (млн) |
| ------- | ---------- | --- | -------------- | -------------------------------------------------------------------------- | ---------------- | ------------------- |
| 122     | 1          | «The One After Vegas» «Эпизод после Вегаса»                                                          | Кевин С. Брайт | Адам Чейз                                                                  | 23 сентября 1999 | 27.7                |
| 123     | 2          | «The One Where Ross Hugs Rachel» «Эпизод, в котором Росс обнимает Рэйчел»                            | Гэйл Манкусо   | Шана Голдберг-Миэн                                                         | 30 сентября 1999 | 22.9                |
| 124     | 3          | «The One with Ross's Denial» «Эпизод, где Росс все отрицает»                                         | Гэри Халворсон | Сет Курланд                                                                | 7 октября 1999   | 21.6                |
| 125     | 4          | «The One Where Joey Loses His Insurance» «Эпизод, в котором Джоуи теряет свою медицинскую страховку» | Гэри Халворсон | Эндрю Рейх и Тед Коэн                                                      | 14 октября 1999  | 21.1                |
| 126     | 5          | «The One with Joey's Porsche» «Эпизод с Porsche Джоуи»                                               | Гэри Халворсон | Перри Реин и Джиджи Маккрири                                               | 21 октября 1999  | 22.4                |
| 127     | 6          | «The One on the Last Night» «Эпизод о последнем вечере»                                              | Дэвид Швиммер  | Скотт Силвери                                                              | 4 ноября 1999    | 23.6                |
| 128     | 7          | «The One Where Phoebe Runs» «Эпизод, в котором Фиби бегает»                                          | Гэри Халворсон | Шерри Билсинг-Грэм и Эллен Пламмер                                         | 11 ноября 1999   | 22.7                |
| 129     | 8          | «The One with Ross's Teeth» «Эпизод с зубами Росса»                                                  | Гэри Халворсон | Сюжет : Эндрю Рейх и Тед Коэн Телесценарий : Перри Реин и Джиджи Маккрири  | 18 ноября 1999   | 22.1                |
| 130     | 9          | «The One Where Ross Got High» «Эпизод, в котором Росс обкуривается»                                  | Кевин С. Брайт | Грегори Малинс                                                             | 25 ноября 1999   | 19.2                |
| 131     | 10         | «The One with the Routine» «Эпизод c «халтуркой»»                                                    | Кевин С. Брайт | Брайан Бойл                                                                | 16 декабря 1999  | 22.4                |
| 132     | 11         | «The One with the Apothecary Table» «Эпизод c аптекарским столиком»                                  | Кевин С. Брайт | Сюжет : Закари Розенблатт Телесценарий : Брайан Бойл                       | 6 января 2000    | 22.3                |
| 133     | 12         | «The One with the Joke» «Эпизод c шуткой»                                                            | Гэри Халворсон | Сюжет : Шана Голдберг-Миэн Телесценарий : Эндрю Рейх и Тед Коэн            | 13 января 2000   | 22.3                |
| 134     | 13         | «The One with Rachel's Sister» «Эпизод с сестрой Рэйчел»                                             | Гэри Халворсон | Сюжет : Сет Курланд Телесценарий : Шерри Билсинг-Грэм и Эллен Пламмер      | 3 февраля 2000   | 24.1                |
| 135     | 14         | «The One Where Chandler Can't Cry» «Эпизод, в котором Чендлер не может плакать»                      | Кевин С. Брайт | Эндрю Рейх и Тед Коэн                                                      | 10 февраля 2000  | 23.8                |
| 136137  | 1516       | «The One That Could Have Been» «Эпизод, в котором все могло быть иначе»                              | Майкл Лембек   | Грегори Малинс и Адам Чейз Дэвид Крейн и Марта Кауффман                    | 17 февраля 2000  | 20.7                |
| 138     | 17         | «The One with Unagi» «Эпизод c «унаги»»                                                              | Гэри Халворсон | Сюжет : Закари Розенблатт Телесценарий : Адам Чейз                         | 24 февраля 2000  | 22.1                |
| 139     | 18         | «The One Where Ross Dates a Student» «Эпизод, в котором Росс назначает свидание студентке»           | Гэри Халворсон | Сет Курланд                                                                | 9 марта 2000     | 20.5                |
| 140     | 19         | «The One with Joey's Fridge» «Эпизод с холодильником Джо»                                            | Ben Weiss      | Сюжет : Сет Курланд Телесценарий : Джиджи Маккрири и Перри Реин            | 23 марта 2000    | 21.5                |
| 141     | 20         | «The One with Mac and C.H.E.E.S.E.» «Эпизод с Маком и Чизом»                                         | Кевин С. Брайт | Доти Абрамс                                                                | 13 апреля 2000   | 18.8                |
| 142     | 21         | «The One Where Ross Meets Elizabeth's Dad» «Эпизод, в котором Росс знакомится с отцом Элизабет»      | Майкл Лембек   | Сюжет : Дэвид Дж. Лагана Телесценарий : Скотт Силвери                      | 27 апреля 2000   | 20.6                |
| 143     | 22         | «The One Where Paul's the Man» «Эпизод, в котором выясняется, что Пол — классный парень»             | Гэри Халворсон | Сюжет : Брайан Калдирола Телесценарий : Шерри Билсинг-Грэм и Эллен Пламмер | 4 мая 2000       | 20.0                |
| 144     | 23         | «The One with the Ring» «Эпизод с кольцом»                                                           | Гэри Халворсон | Тед Коэн и Эндрю Рейх                                                      | 11 мая 2000      | 20.9                |
| 145146  | 2425       | «The One with the Proposal» «Эпизод с предложением»                                                  | Кевин С. Брайт | Шана Голдберг-Миэн и Скотт Силвери Эндрю Рейх и Тед Коэн                   | 18 мая 2000      | 30.7                |

### 7 сезон: 2000—2001
| № общий | № в сезоне | Название                                                                                              | Режиссёр                        | Автор сценария                                                                       | Дата премьеры   | Зрители в США (млн) |
| ------- | ---------- | --- | ------------------------------- | ------------------------------------------------------------------------------------ | --------------- | ------------------- |
| 147     | 1          | «The One with Monica's Thunder» «Эпизод с вечеринкой Моники»                                          | Кевин С. Брайт                  | Сюжет : Уил Кэлхун Телесценарий : Дэвид Крейн и Марта Кауффман                       | 12 октября 2000 | 25.54               |
| 148     | 2          | «The One with Rachel's Book» «Эпизод с книгой Рэйчел»                                                 | Майкл Лембек                    | Эндрю Рейх и Тед Коэн                                                                | 12 октября 2000 | 27.93               |
| 149     | 3          | «The One with Phoebe's Cookies» «Эпизод с печеньем Фиби»                                              | Гэри Халворсон                  | Шерри Билсинг и Эллен Пламмер                                                        | 19 октября 2000 | 22.70               |
| 150     | 4          | «The One with Rachel's Assistant» «Эпизод с ассистентом Рэйчел»                                       | Дэвид Швиммер                   | Брайан Бойл                                                                          | 26 октября 2000 | 22.66               |
| 151     | 5          | «The One with the Engagement Picture» «Эпизод с фотографией для помолвки»                             | Гэри Халворсон                  | Сюжет : Эрл Дэвис Телесценарий : Пэтти Лин                                           | 2 ноября 2000   | 24.43               |
| 152     | 6          | «The One with the Nap Partners» «Эпизод со спящими»                                                   | Гэри Халворсон                  | Брайан Букнер и Себастьян Джонс                                                      | 9 ноября 2000   | 22.01               |
| 153     | 7          | «The One with Ross's Library Book» «Эпизод с библиотечной книгой Росса»                               | Дэвид Швиммер                   | Скотт Силвери                                                                        | 16 ноября 2000  | 23.73               |
| 154     | 8          | «The One Where Chandler Doesn't Like Dogs» «Эпизод, в котором выясняется, что Чендлер не любит собак» | Кевин С. Брайт                  | Пэтти Лин                                                                            | 23 ноября 2000  | 16.57               |
| 155     | 9          | «The One with All the Candy» «Эпизод со всеми конфетами»                                              | Дэвид Швиммер                   | Уил Кэлхун                                                                           | 7 декабря 2000  | 21.08               |
| 156     | 10         | «The One with the Holiday Armadillo» «Эпизод с Рождественским Броненосцем»                            | Гэри Халворсон                  | Грегори Малинс                                                                       | 14 декабря 2000 | 23.26               |
| 157     | 11         | «The One with All the Cheesecakes» «Эпизод с сырными пирогами»                                        | Гэри Халворсон                  | Шана Голдберг-Миэн                                                                   | 4 января 2001   | 24.37               |
| 158     | 12         | «The One Where They're Up All Night» «Эпизод, в котором никто не спит»                                | Кевин С. Брайт                  | Закари Розенблатт                                                                    | 11 января 2001  | 22.86               |
| 159     | 13         | «The One Where Rosita Dies» «Эпизод, в котором Розита умирает»                                        | Стивен Прайм                    | Сюжет : Эллен Пламмер и Шерри Билсинг Телесценарий : Брайан Букнер и Себастьян Джонс | 1 февраля 2001  | 22.24               |
| 160     | 14         | «The One Where They All Turn Thirty» «Эпизод, в котором всем исполняется по 30»                       | Бен Вайс                        | Сюжет : Ванесса Маккарти Телесценарий : Эллен Пламмер и Шерри Билсинг                | 8 февраля 2001  | 22.40               |
| 161     | 15         | «The One with Joey's New Brain» «Эпизод c новым мозгом Джоуи»                                         | Кевин С. Брайт                  | Сюжет : Шерри Билсинг и Эллен Пламмер Телесценарий : Эндрю Рейх и Тед Коэн           | 15 февраля 2001 | 21.75               |
| 162     | 16         | «The One with the Truth About London» «Эпизод со всей правдой о Лондоне»                              | Дэвид Швиммер                   | Сюжет : Брайан Букнер и Себастьян Джонс Телесценарий : Закари Розенблатт             | 22 февраля 2001 | 21.22               |
| 163     | 17         | «The One with the Cheap Wedding Dress» «Эпизод с дешёвым свадебным платьем»                           | Кевин С. Брайт                  | Сюжет : Брайан Букнер и Себастьян Джонс Телесценарий : Эндрю Рейх и Тед Коэн         | 15 марта 2001   | 20.84               |
| 164     | 18         | «The One with Joey's Award» «Эпизод с наградой Джоуи»                                                 | Гэри Халворсон                  | Сюжет : Шерри Билсинг и Эллен Пламмер Телесценарий : Брайан Бойл                     | 29 марта 2001   | 17.81               |
| 165     | 19         | «The One with Ross and Monica's Cousin» «Эпизод с кузиной Росса и Моники»                             | Гэри Халворсон                  | Эндрю Рейх и Тед Коэн                                                                | 19 апреля 2001  | 16.55               |
| 166     | 20         | «The One with Rachel's Big Kiss» «Эпизод с Великим Поцелуем Рэйчел»                                   | Гэри Халворсон                  | Скотт Силвери и Шана Голдберг-Миэн                                                   | 26 апреля 2001  | 16.30               |
| 167     | 21         | «The One with the Vows» «Эпизод с клятвами»                                                           | Гэри Халворсон                  | Доти Абрамс                                                                          | 3 мая 2001      | 15.65               |
| 168     | 22         | «The One with Chandler's Dad» «Эпизод с отцом Чендлера»                                               | Кевин С. Брайт и Гэри Халворсон | Сюжет : Грегори Малинс Телесценарий : Брайан Букнер и Себастьян Джонс                | 10 мая 2001     | 17.23               |
| 169170  | 2324       | «The One with Monica and Chandler's Wedding» «Эпизод со свадьбой Моники и Чендлера»                   | Кевин С. Брайт                  | Грегори Малинс Марта Кауффман и Дэвид Крейн                                          | 17 мая 2001     | 30.05               |

### Специальный эпизод
| № в сезоне | Название                                                                  | Ведущий        | Дата премьеры   | Зрители в США (млн) |
| ---------- | ------------------------------------------------------------------------- | -------------- | --------------- | ------------------- |
| S01        | «Friends: The Stuff You've Never Seen» «Друзья: то, что вы ещё не видели» | Конан О'Брайен | 15 февраля 2001 | 22.50               |

### 8 сезон: 2001—2002
| № общий | № в сезоне | Название                                                                              | Режиссёр       | Автор сценария                                                           | Дата премьеры    | Зрители в США (млн) |
| ------- | ---------- | ------------------------------------------------------------------------------------- | -------------- | ------------------------------------------------------------------------ | ---------------- | ------------------- |
| 171     | 1          | «The One After 'I Do'» «Эпизод после слов «Я согласен»»                               | Кевин С. Брайт | Дэвид Крейн и Марта Кауффман                                             | 27 сентября 2001 | 31.70               |
| 172     | 2          | «The One with the Red Sweater» «Эпизод с красным свитером»                            | Дэвид Швиммер  | Дана Клейн Борков                                                        | 4 октября 2001   | 30.04               |
| 173     | 3          | «The One Where Rachel Tells...» «Эпизод, в котором Рэйчел рассказывает…»              | Шелдон Эппс    | Шерри Билсинг и Эллен Пламмер                                            | 11 октября 2001  | 29.20               |
| 174     | 4          | «The One with the Videotape» «Эпизод с видеокассетой»                                 | Кевин С. Брайт | Скотт Силвери                                                            | 18 октября 2001  | 25.58               |
| 175     | 5          | «The One with Rachel's Date» «Эпизод со свиданием Рэйчел»                             | Гэри Халворсон | Брайан Букнер и Себастьян Джонс                                          | 25 октября 2001  | 25.64               |
| 176     | 6          | «The One with the Halloween Party» «Эпизод с вечеринкой на Хэллоуин»                  | Гэри Халворсон | Марк Кунерт                                                              | 1 ноября 2001    | 26.96               |
| 177     | 7          | «The One with the Stain» «Эпизод с пятном»                                            | Кевин С. Брайт | Р. Ли Флеминг-мл.                                                        | 8 ноября 2001    | 24.24               |
| 178     | 8          | «The One with the Stripper» «Эпизод со стриптизершей»                                 | Дэвид Швиммер  | Эндрю Рейх и Тед Коэн                                                    | 15 ноября 2001   | 26.54               |
| 179     | 9          | «The One with the Rumor» «Эпизод со сплетней»                                         | Гэри Халворсон | Шана Голдберг-Миэн                                                       | 22 ноября 2001   | 24.24               |
| 180     | 10         | «The One with Monica's Boots» «Эпизод с сапожками Моники»                             | Кевин С. Брайт | Сюжет : Роберт Карлок Телесценарий : Брайан Букнер и Себастьян Джонс     | 6 декабря 2001   | 22.44               |
| 181     | 11         | «The One with Ross's Step Forward» «Эпизод с серьёзным шагом для Росса»               | Гэри Халворсон | Роберт Карлок                                                            | 13 декабря 2001  | 23.85               |
| 182     | 12         | «The One Where Joey Dates Rachel» «Эпизод, в котором Джоуи идёт на свидание с Рэйчел» | Дэвид Швиммер  | Шерри Билсинг и Эллен Пламмер                                            | 10 января 2002   | 25.53               |
| 183     | 13         | «The One Where Chandler Takes a Bath» «Эпизод, в котором Чендлер принимает ванну»     | Бен Вайс       | Ванесса Маккарти                                                         | 17 января 2002   | 29.24               |
| 184     | 14         | «The One with the Secret Closet» «Эпизод про тайный чулан»                            | Кевин С. Брайт | Брайан Букнер и Себастьян Джонс                                          | 31 января 2002   | 28.64               |
| 185     | 15         | «The One with the Birthing Video» «Эпизод с видео о родах»                            | Кевин С. Брайт | Дана Клейн Борков                                                        | 7 февраля 2002   | 28.64               |
| 186     | 16         | «The One Where Joey Tells Rachel» «Эпизод, в котором Джоуи рассказывает Рэйчел»       | Бен Вайс       | Эндрю Рейх и Тед Коэн                                                    | 28 февраля 2002  | 27.52               |
| 187     | 17         | «The One with the Tea Leaves» «Эпизод с чайными листьями»                             | Гэри Халворсон | Сюжет : Р. Ли Флеминг-мл. Телесценарий : Стивен Розенхаус                | 7 марта 2002     | 26.30               |
| 188     | 18         | «The One in Massapequa» «Эпизод проходит в Массапекуе»                                | Гэри Халворсон | Сюжет : Питер Тиббалс Телесценарий : Марк Кунерт                         | 28 марта 2002    | 22.05               |
| 189     | 19         | «The One with Joey's Interview» «Эпизод с интервью Джоуи»                             | Гэри Халворсон | Доти Абрамс                                                              | 4 апреля 2002    | 22.59               |
| 190     | 20         | «The One with the Baby Shower» «Эпизод с детской вечеринкой»                          | Кевин С. Брайт | Шерри Билсинг и Эллен Пламмер                                            | 25 апреля 2002   | 22.24               |
| 191     | 21         | «The One with the Cooking Class» «Эпизод с курсами кулинарии»                         | Гэри Халворсон | Сюжет : Дана Клейн Борков Телесценарий : Брайан Букнер и Себастьян Джонс | 2 мая 2002       | 23.97               |
| 192     | 22         | «The One Where Rachel is Late» «Эпизод, где Рэйчел перенашивает»                      | Гэри Халворсон | Шана Голдберг-Миэн                                                       | 9 мая 2002       | 24.32               |
| 193194  | 2324       | «The One Where Rachel Has a Baby» «Эпизод, в котором рождается ребёнок»               | Кевин С. Брайт | Скотт Силвери Марта Кауффман и Дэвид Крейн                               | 16 мая 2002      | 34.91               |

### 9 сезон: 2002—2003
| № общий | № в сезоне | Название                                                                             | Режиссёр           | Автор сценария                                                                            | Дата премьеры    | Зрители в США (млн) |
| ------- | ---------- | ------------------------------------------------------------------------------------ | ------------------ | ----------------------------------------------------------------------------------------- | ---------------- | ------------------- |
| 195     | 1          | «The One Where No One Proposes» «Эпизод, в котором никто не делает предложения»      | Кевин С. Брайт     | Шерри Билсинг-Грэм и Эллен Пламмер                                                        | 26 сентября 2002 | 34.01               |
| 196     | 2          | «The One Where Emma Cries» «Эпизод, где плачет Эмма»                                 | Шелдон Эппс        | Дана Клейн Борков                                                                         | 3 октября 2002   | 28.93               |
| 197     | 3          | «The One with the Pediatrician» «Эпизод с педиатром»                                 | Роджер Кристиансен | Брайан Букнер и Себастьян Джонс                                                           | 10 октября 2002  | 26.63               |
| 198     | 4          | «The One with the Sharks» «Эпизод с акулами»                                         | Бен Вайс           | Эндрю Рейх и Тед Коэн                                                                     | 17 октября 2002  | 25.82               |
| 199     | 5          | «The One with Phoebe's Birthday Dinner» «Эпизод с днём рождения Фиби»                | Дэвид Швиммер      | Скотт Силвери                                                                             | 31 октября 2002  | 24.46               |
| 200     | 6          | «The One with the Male Nanny» «Эпизод с няней мужского пола»                         | Кевин С. Брайт     | Дэвид Крейн и Марта Кауффман                                                              | 7 ноября 2002    | 27.51               |
| 201     | 7          | «The One with Ross's Inappropriate Song» «Эпизод с неуместной песней Росса»          | Гэри Халворсон     | Роберт Карлок                                                                             | 14 ноября 2002   | 25.35               |
| 202     | 8          | «The One with Rachel's Other Sister» «Эпизод с другой сестрой Рэйчел»                | Кевин С. Брайт     | Шана Голдберг-Миэн                                                                        | 21 ноября 2002   | 26.76               |
| 203     | 9          | «The One with Rachel's Phone Number» «Эпизод с телефонным номером Рэйчел»            | Бен Вайс           | Марк Кунерт                                                                               | 5 декабря 2002   | 25.43               |
| 204     | 10         | «The One with Christmas in Tulsa» «Эпизод с Рождеством в Талсе»                      | Кевин С. Брайт     | Doty Abrams                                                                               | 12 декабря 2002  | 22.29               |
| 205     | 11         | «The One Where Rachel Goes Back to Work» «Эпизод, где Рэйчел возвращается на работу» | Гэри Халворсон     | Сюжет : Джадд Рубин Телесценарий : Питер Тиббалс                                          | 9 января 2003    | 23.67               |
| 206     | 12         | «The One with Phoebe's Rats» «Эпизод с крысами Фиби»                                 | Бен Вайс           | Сюжет : Дана Клейн Борков Телесценарий : Брайан Букнер и Себастьян Джонс                  | 16 января 2003   | 23.66               |
| 207     | 13         | «The One Where Monica Sings» «Эпизод, где Моника поёт»                               | Гэри Халворсон     | Сюжет : Шерри Билсинг-Грэм и Эллен Пламмер Телесценарий : Стивен Розенхаус                | 30 января 2003   | 25.82               |
| 208     | 14         | «The One with the Blind Dates» «Эпизод со свиданиями вслепую»                        | Гэри Халворсон     | Шерри Билсинг-Грэм и Эллен Пламмер                                                        | 6 февраля 2003   | 23.37               |
| 209     | 15         | «The One with the Mugging» «Эпизод с хулиганством»                                   | Гэри Халворсон     | Питер Тиббалс                                                                             | 13 февраля 2003  | 20.85               |
| 210     | 16         | «The One with the Boob Job» «Эпизод с пластикой груди»                               | Гэри Халворсон     | Марк Кунерт                                                                               | 20 февраля 2003  | 19.52               |
| 211     | 17         | «The One with the Memorial Service» «Эпизод с поминками»                             | Гэри Халворсон     | Сюжет : Роберт Карлок Телесценарий : Брайан Букнер и Себастьян Джонс                      | 13 марта 2003    | 21.00               |
| 212     | 18         | «The One with the Lottery» «Эпизод с лотереей»                                       | Гэри Халворсон     | Сюжет : Брайан Букнер и Себастьян Джонс Телесценарий : Шерри Билсинг-Грэм и Эллен Пламмер | 3 апреля 2003    | 20.79               |
| 213     | 19         | «The One with Rachel's Dream» «Эпизод со сном Рэйчел»                                | Терри Хьюс         | Сюжет : Дана Клейн Борков Телесценарий : Марк Кунерт                                      | 17 апреля 2003   | 18.25               |
| 214     | 20         | «The One with the Soap Opera Party» «Эпизод с «мыльной» вечеринкой»                  | Шелдон Эппс        | Сюжет : Шана Голдберг-Миэн Телесценарий : Эндрю Рейх и Тед Коэн                           | 24 апреля 2003   | 20.71               |
| 215     | 21         | «The One with the Fertility Test» «Эпизод с результатом теста»                       | Гэри Халворсон     | Сюжет : Скотт Силвери Телесценарий : Роберт Карлок                                        | 1 мая 2003       | 19.03               |
| 216     | 22         | «The One with the Donor» «Эпизод с донором»                                          | Бен Вайс           | Эндрю Рейх и Тед Коэн                                                                     | 8 мая 2003       | 19.55               |
| 217218  | 2324       | «The One in Barbados» «Эпизод на Барбадосе»                                          | Кевин С. Брайт     | Шана Голдберг-Миэн и Скотт Силвери Дэвид Крейн и Марта Кауффман                           | 15 мая 2003      | 25.46               |

### 10 сезон: 2003—2004
| № общий | № в сезоне | Название                                                                            | Режиссёр           | Автор сценария                                                  | Дата премьеры    | Зрители в США (млн) |
| ------- | ---------- | ----------------------------------------------------------------------------------- | ------------------ | --------------------------------------------------------------- | ---------------- | ------------------- |
| 219     | 1          | «The One After Joey and Rachel Kiss» «Эпизод после поцелуя Джоуи и Рэйчел»          | Кевин С. Брайт     | Эндрю Рейх и Тед Коэн                                           | 25 сентября 2003 | 24.54               |
| 220     | 2          | «The One Where Ross is Fine» «Эпизод, где Росс в порядке»                           | Бен Вайс           | Шерри Билсинг-Грэм и Эллен Пламмер                              | 2 октября 2003   | 22.38               |
| 221     | 3          | «The One with Ross's Tan» «Эпизод c загаром Росса»                                  | Гэри Халворсон     | Брайан Букнер                                                   | 9 октября 2003   | 21.87               |
| 222     | 4          | «The One with the Cake» «Эпизод с тортом»                                           | Гэри Халворсон     | Роберт Карлок                                                   | 23 октября 2003  | 18.77               |
| 223     | 5          | «The One Where Rachel's Sister Babysits» «Эпизод, в котором сестра Рэйчел нянчится» | Роджер Кристиансен | Дана Клейн Борков                                               | 30 октября 2003  | 19.37               |
| 224     | 6          | «The One with Ross's Grant» «Эпизод с грантом Росса»                                | Бен Вайс           | Себастьян Джонс                                                 | 6 ноября 2003    | 20.38               |
| 225     | 7          | «The One with the Home Study» «Эпизод с осмотром квартиры»                          | Кевин С. Брайт     | Марк Кунерт                                                     | 13 ноября 2003   | 20.21               |
| 226     | 8          | «The One with the Late Thanksgiving» «Эпизод с запоздавшим днём благодарения»       | Гэри Халворсон     | Шана Голдберг-Миэн                                              | 20 ноября 2003   | 20.66               |
| 227     | 9          | «The One with the Birth Mother» «Эпизод с суррогатной матерью»                      | Дэвид Швиммер      | Скотт Силвери                                                   | 8 января 2004    | 25.49               |
| 228     | 10         | «The One Where Chandler Gets Caught» «Эпизод, в котором Чендлер пойман»             | Гэри Халворсон     | Доти Абрамс                                                     | 15 января 2004   | 26.68               |
| 229     | 11         | «The One Where the Stripper Cries» «Эпизод, где стриптизёр плачет»                  | Кевин С. Брайт     | Дэвид Крейн и Марта Кауффман                                    | 5 февраля 2004   | 24.91               |
| 230     | 12         | «The One with Phoebe's Wedding» «Эпизод со свадьбой Фиби»                           | Кевин С. Брайт     | Роберт Карлок и Дана Клейн Борков                               | 12 февраля 2004  | 25.90               |
| 231     | 13         | «The One Where Joey Speaks French» «Эпизод, где Джоуи разговаривает по-французски»  | Гэри Халворсон     | Шерри Билсинг-Грэм и Эллен Пламмер                              | 19 февраля 2004  | 24.27               |
| 232     | 14         | «The One with Princess Consuela» «Эпизод с принцессой Консуэлой»                    | Гэри Халворсон     | Сюжет : Роберт Карлок Телесценарий : Трейси Райли               | 26 февраля 2004  | 22.83               |
| 233     | 15         | «The One Where Estelle Dies» «Эпизод, в котором Эстель умирает»                     | Гэри Халворсон     | Сюжет : Марк Кунерт Телесценарий : Дэвид Крейн и Марта Кауффман | 22 апреля 2004   | 22.64               |
| 234     | 16         | «The One with Rachel's Going Away Party» «Эпизод с прощальной вечеринкой Рэйчел»    | Гэри Халворсон     | Эндрю Рейх и Тед Коэн                                           | 29 апреля 2004   | 24.51               |
| 235236  | 1718       | «The Last One» «Финальный эпизод»                                                   | Кевин С. Брайт     | Дэвид Крейн и Марта Кауффман                                    | 6 мая 2004       | 52.46               |

### Специальный эпизод
| № в сезоне | Название                                                    | Дата премьеры | Зрители в США (млн) |
| ---------- | ----------------------------------------------------------- | ------------- | ------------------- |
| S02S03     | «The One with All the Other Ones» «Эпизод с воспоминаниями» | 6 мая 2004    | 36.89               |